# Brachycephalus pombali
Brachycephalus pombali é uma espécie de anfíbio da família Brachycephalidae. Endêmica do Brasil, pode ser encontrada no Morro dos Padres, município de Guaratuba, estado do Paraná.
Possui de 1 a 1,2 cm. Está entre os menores animais terrestres com coluna vertebral do mundo. Habita a Serra do Mar paranaense, em regiões que estão entre 1 000 e 1 800 metros de altitude.Os pequenos sapinhos alimentam-se de pequenos insetos, larvas, ácaros e podem comer também formigas e até aranhas. A espécie Brachycephalus pombali vive apenas na Serra do Mar do Paraná, e é encontrada entre folhas secas e galhos caídos no chão. Apesar do tamanho, destaca-se pelas cores fortes que apresenta, como o laranja, o vermelho e o amarelo, um aviso aos predadores de que em sua pele há uma substância tóxica. No Brasil, sapos dessa família são encontrados nos estados do Espírito Santo, Rio de Janeiro, São Paulo e Paraná.